# Trichosteleum novae-guineae
Trichosteleum novae-guineae är en bladmossart som beskrevs av Edwin Bunting Bartram 1957. Trichosteleum novae-guineae ingår i släktet Trichosteleum och familjen Sematophyllaceae. Inga underarter finns listade i Catalogue of Life.